# Антоније Столпник
Антоније Столпник Марткопски је хришћански светитељ и просветитељ Грузије.
Свети Антоније је због своје љубави према самоћи добио надимак марткоп, што у преводу са грузијског „марто мкопи“ значи „онај који је сам“. Био је столпник, један од 12 ученика светог Јована Зедазнијског, који је ширио хришћанство у Грузији у 6. веку и поставио темеље грузијског монаштва. Према предању, монах Антоније је донео у Грузију први отисак на „плочицама” са оригиналне едеске иконе Спаситеља Нерукотвореног.
Настанио се на осамљеној планини, названој Марткопскаја, близу града Тифлиса, где је основао манастир и подигао храм у част лика Спаситеља Нерукотвореног. Последњих 15 година светитељ се подвизавао на стубу, због чега је и назван столпником Иверске Цркве.
Умро је мирно у 6. веку. После његове смрти, тело светитеља је сахрањено у храму који је саградио.
Православна црква прославља светог Антонија Столпника 19. јануара (1. фебруара).